# San José del Valle
San José del Valle là một đô thị trong tỉnh Cádiz, Tây Ban Nha. Theo điều tra dân số 2005 đô thị này có dân số là 4.210 người.

## Dân số
| 1999  | 2000  | 2001  | 2002  | 2003  | 2004  | 2005  |
| ----- | ----- | ----- | ----- | ----- | ----- | ----- |
| 4,285 | 4,254 | 4,279 | 4,233 | 4,173 | 4,203 | 4,210 |

Source: INE (Spain)